# Todd McLellan
Todd McLellan (ur. 3 października 1967 w Melville) – były kanadyjski hokeista. Trener hokejowy.

## Kariera zawodnicza
- Saskatoon Blades (1983-1987)
- Springfield Indians (1987-1989)
- New York Islanders (1987)

Todd McLellan rozpoczynał juniorską karierę w Saskatoon Blades (WHL) i został wydraftowany przez New York Islanders w roku 1986. Spędził dwa lata w Springfield Falcons w AHL, a w barwach Wyspiarzy wystąpił w pięciu meczach w sezonie 1987-1988, zdobywając jedną bramkę i jedną asystę.
Jako trener przez sześć sezonów prowadził Swift Current Broncos w WHL i za każdym razem dochodził ze swoją drużyną do playoff. Został wybrany trenerem roku WHL w 2000, a w 1997 dostał odznaczenie działacza roku.
Przed karierą w NHL McLellan trenował jeden sezon Cleveland Lumberjacks w IHL, a potem cztery lata Houston Aeros w AHL z bilansem 154-111-37-18. W 2003 roku wygrał z Areos Puchar Caldera, czyli mistrzostwo ligi AHL, pokonując po drodze afiliację Red Wings – Grand Rapids Griffins. Był też dwukrotnie trenerem podczas Meczu Gwiazd AHL. W 2005 roku został asystentem trenera Mike’a Babcocka w zespole Detroit Red Wings. Z zespołem zdobył Puchar Stanleya w sezonie 2007/2008. 11 czerwca 2008 roku został trenerem zespołu San Jose Sharks, zastąpił na tym stanowisku Rona Wilsona. Z zespołem zdobył Presidents’ Trophy za największą liczbę punktów w sezonie zasadniczym. Podczas meczu gwiazd NHL w 2009 roku był trenerem drużyny konferencji zachodniej. Funkcję głównego trenera Sharks pełnił niespełna siedem lat, do 20 kwietnia 2015. Od maja 2015 trener Edmonton Oilers.

## Życie prywatne
W 1992 roku ożenił się. Jego żona ma na imię Debbie. Mają dwóch synów Tysona i Cale’a.

## Sukcesy
Trenerskie
- Dunc McCallum Memorial Trophy – najlepszy trener sezonu WHL: 2000 ze Swift Current Broncos
- Złoty medal mistrzostw świata: 2015